# АЛ-55
АЛ-55 — многофункциональный турбореактивный двигатель, предназначен для установки на учебно-тренировочных самолётах и лёгких военных самолётах. Разработан на базе моделирования ТРДД АЛ-31Ф. Опытное производство осуществляется на ОАО «УМПО».
В 2007 году, в ходе испытаний не прошёл ТТТ, отмечались самовозгорания, из-за чего двигатель не начал лётные испытания.
Однако уже в 2008 году двигатель успешно прошел испытания на самолете МиГ-АТ.
Возможна установка на перспективную беспилотную авиационную систему гражданского назначения БАС-62. Планируется установка данного двигателя на учебно-тренировочный самолет СР-10.
Предполагается создание семейства двигателей с тягой в диапазоне от 1700 до 3500 кгс (с форсажной камерой), с возможностью оснащения системой управления вектором тяги.

## АЛ-55И
Создан для учебно-тренировочного самолёта HJT-36 разработки корпорации Hindustan Aeronautics (Индия). Основные опытно-конструкторские работы завершены в августе 2010 года. В Индии осуществляется организация лицензионного производства АЛ-55И, до начала производства небольшие партии двигателей для HJT-36 закупаются у НПО «Сатурн». Двигатель создавался при финансировании Индии.
В 2009 году НПО "Сатурн" завершило приемо-сдаточные испытания трех опытных двигателей АЛ-55И для индийской HAL.
В 2010 году двигатель АЛ-55И  был модернизирован конструкторами НПО "Сатурн", которые уменьшили массу двигателя более чем на 50 килограммов.
К 2011 году НПО Сатурн передало Индии 10 двигателей АЛ-55И. В составе опытного самолета HJT-36 двигатель АЛ-55И успешно выполнил программу летных сертификационных испытаний, по итогам которой подписан совместный отчет НПО "Сатурн", корпорации "HAL" и сертификационного органа Индии. В 2011 году НПО "Сатурн" заключило контракт на поставку ВВС Индии дополнительно десяти авиадвигателей АЛ-55И для однодвигательных учебно-тренировочных самолетов HJT-36 индийской разработки.
19 февраля 2015 года глава "Объединенной двигателестроительной корпорации" (ОДК, входит в "Ростех") Владислав Масалов сообщил о том, что производство российских двигателей АЛ-55И для учебно-тренировочных самолетов индийской разработки HJT-36 планируется начать в Индии в 2016 году.
По сообщению прессы в июле 2021 года два двигателя АЛ-55И были поставлены Индии для завершения сертификации самолета HJT-36.

## Технические характеристики АЛ-55И
- Длина 1210 мм
- Диаметр входа 590 мм
- Масса сухая 315 кг
- Удельный расход топлива на максимальном режиме 0,69 кг/кгс ч
- Удельный расход топлива на крейсерском режиме 0,645 кг/кгс ч
- Расход воздуха 28,5 кг/с
- Температура газа перед турбиной 1445 К
- Тяга двигателя на максимальном режиме равна 1760 кгс
- ресурс:
  - назначенный: 1200 часов